# Bellano
Bellano (Belàan in dialetto comasco, pronuncia fonetica IPA: /beˈlãː/), è un comune italiano di 3 371 abitanti della provincia di Lecco in Lombardia, situato sulla sponda orientale del Lago di Como. Confina a nord col comune di Dervio, a est con i comuni di Valvarrone e di Casargo, a sud con i comuni di Taceno, Parlasco e Perledo, mentre a ovest è interamente bagnato dal lago di Como.

## Storia
Il territorio di Bellano era forse già abitato in epoca romana. Nel secolo scorso furono frequenti i ritrovamenti di sepolture d'età romana. In questo periodo storico era attraversato dalla via Spluga, strada romana che collegava Milano con il passo dello Spluga.
Nel 905, ma con probabilità già da alcuni secoli, la città era di proprietà dell'arcivescovo di Milano, che vi aveva fissata una sua residenza da cui amministrava la giustizia civile.
Stando a quanto riferisce un documento d'archivio, conservato nel monastero milanese di Sant'Ambrogio, nell'anno 905 si sarebbe tenuto un processo nel quale l'arcivescovo Andrea da Cantiano avrebbe fatto da giudice in una disputa che vedeva contrapposti gli abitanti di Limonta all'abate dello stesso monastero, e durante il processo lo stesso arcivescovo avrebbe risieduto nell' «aula solarii Curtis sancti Ambrosii, que Belano dicitur sita iuxta laco comense», ossia nel «soleggiato palazzo della corte di Sant'Ambrogio che è detta Belano, sita presso il lago comense».
Si è molto discusso sull'origine della Pieve, forse già del VII secolo, vista anche l'antichità della titolazione ai santi Nazaro e Celso, ai quali poi si aggiunse san Giorgio. Ad ogni modo, la Pieve di Bellano è menzionata nel Liber Notitiae Sanctorum Mediolani di Goffredo da Bussero.
Passata come la Valsassina sotto il controllo dei Torriani, venne poi non senza contrasto in possesso dei Visconti dalla fine del Duecento, e dal 1370 godette del diritto di formulare i propri Statuti. La città tre-quattrocentesca rivestiva una posizione di rilievo nel Lario: le mura, il Pretorio, la vecchia Parrocchiale presso il Pioverna, i numerosi palazzi, la precocità dell'insegnamento (scuole grammaticales sono attestate dal 1417) conferivano a Bellano notevole prestigio, che spiega sia la frequenza dei saccheggi (celebre quello veneziano del 1447), terminati nel 1454 con la pace di Lodi, sia le resistenze ai tentativi d'infeudazione (nel 1467 ai Rusca, nel 1471 a Lorenzo da Pesaro), fino all'assegnazione nel 1480 del Contado della Riviera con Bellano, Mandello del Lario e Varenna, e l'anno successivo si aggiunsero Dervio, Corenno e Monte Introzzo, a Pietro II Dal Verme, conte di Bobbio, Voghera, Castel San Giovanni e tutta la val Tidone, Pieve di Incino e Valsassina, che muore avvelenato dalla moglie nel 1485, e il feudo viene assegnato a Chiara Sforza, figlia di Galeazzo Maria Sforza, vedova Dal Verme. Nonostante le frequenti espropriazioni e i danni (distruzione delle mura per volontà del Medeghino, nel 1531), la Sforza seppe mantenere il controllo della situazione fino alla morte (1530), mentre nel 1533 i suoi eredi Fregoso preferirono cedere Bellano e gli altri feudi agli Sfondrati. Notiamo con interesse come proprio gli anni 1520-1530, tumultuosi e spesso drammatici, videro in Bellano una notevole fioritura d'arte, ben testimoniata nella fabbrica della Parrocchiale.
Dal 1533 al 1788 la città fu parte importante del feudo Sfondrati della Riviera, pur subendo dure prove come le pestilenze del 1576-1577 e 1630 e i saccheggi Montalto (1629) e Rhoan (1634). Con la morte dell'ultimo Sfondrati, nel 1788 Bellano ritornò a essere proprietà demaniale del Ducato di Milano.
Il 1º gennaio 2020 ha incorporato il territorio del comune di Vendrogno.
A novembre 2021 entra a far parte del circuito de I borghi più belli d'Italia.

### Simboli

Lo stemma del 1928

Lo stemma comunale è stato concesso con decreto del presidente della Repubblica del 30 settembre 2021, il quale ha "aggiornato" la precedente concessione, avvenuta con decreto del capo del Governo del 6 dicembre 1928:
(D.P.R. 30 settembre 2021)
Gli elementi costitutivi dello stemma, presenti fin dal 1928, sono i simboli di due importanti famiglie gentilizie legate al territorio, i Della Torre o Torriani (una torre con le iniziali A e N) e i Visconti (un biscione con le lettere I e O, iniziali di Ioannes, ovvero l'arcivescovo di Milano Giovanni Visconti); all'interno della "mantellatura" costituita dai suddetti emblemi, l'effigie della nave che fende i flutti evoca la posizione della cittadina di Bellano, sulle sponde del lago di Como. Il decreto presidenziale del 2021 ha aggiunto al disegno il capo rosso col giglio d'oro, che riprende lo stemma del soppresso comune di Vendrogno.
Il gonfalone è un drappo di azzurro caricato dell'arma comunale; originariamente concesso con regio decreto del 22 febbraio 1934, è stato a sua volta modificato nel rispetto del già citato D.P.R. del 30 settembre 2021.

## Monumenti e luoghi d'interesse

### Architetture religiose
- La chiesa dei Santi Nazaro e Celso[18] risalente al 1348, riconosciuta come monumento nazionale è una costruzione in stile tardo romanico, notevolmente restaurata; all'esterno, sulla facciata, il rosone presenta una pregevole cornice di grandi dimensioni; tra il portale e il rosone è situata una edicola gotica impreziosita da una statua di Sant'Ambrogio oggi locata all'interno. All'interno sono presenti molti affreschi risalenti al XVI secolo.[19]
- La chiesa di Santa Marta[20] edificata nel sec. XIV, conserva al suo interno il gruppo ligneo del 1500 di Giovanni Angelo Del Maino con nove figure raffiguranti la deposizione.
- La chiesa di San Grato nella frazione di Vendrogno.
- La chiesa di Sant'Andrea (XIII-XVII secolo),[21] nella frazione Bonzeno,[22] citata nel Liber Notitiae Sanctorum Mediolani[10].
- Il santuario della Madonna delle Lacrime[23] (1690-1704), in località Lezzeno[24] e in stile barocco, venne eretto in seguito a un presunto evento miracoloso di lacrimazione di sangue[25] da parte di un'icona mariana.[24] Secondo la tradizione, l'episodio sarebbe avvenuto il 6 agosto 1688[26].[24] Esattamente due anni dopo ci sarebbe stata la posa della prima pietra del santuario, completato agl'inizi del 1704 e consacrato nel 1896 da Andrea Carlo Ferrari.[27] Il 6 agosto 1938, Alfredo Ildefonso Schuster dotò l'effigie di una corona.[27] All'interno del Santuario trova inoltre posto una pala d'altare raffigurante una Gloria di San Giuseppe (XVII secolo)[24].
- L'oratorio dei Santi Bernardino e Sebastiano (XV secolo),[28] in località Ombriaco,[29] citata negli atti della visita pastorale di Feliciano Ninguarda.[24]
- L'oratorio di San Rocco[30], nei pressi del cimitero , piccola chiesa definita «molto bella et aerosa» da Paride Cattaneo della Torre.[31]
- La ex chiesa di San Nicolao[32], già attestata come sede di Umiliati[33] fin dagli anni 1295-1298, situata dove un tempo si trovava una mulattiera che conduceva in Valsassina.[31]
- La chiesa di San Gottardo, in località Oro[24]
- La chiesa di San Carlo, in località Pradello[24][34]
- La chiesa di San Domenico, in località Pendaglio[24]
- La chiesa di San Francesco da Paola, in località Biosio[24]

### Architetture civili e militari
- Porta fortificata di Novareno (XVI-XVII secolo)[35]
- Villa Bertarini (1890)[36]
- Villa Virginia[37]
- Ex-cotonificio Cantoni (1898)[38]
- Istituto Vitali (1922-1924)[39]
- Scuola elementare Tommaso Grossi (1933-1938)[40]

### Altro
- Monumento a Tommaso Grossi[12], opera di Antonio Tantardini, inaugurata il 10 settembre 1876.[41]
- Monumento a Sigismondo Boldoni[12], opera dello scultore Branca inaugurata l'11 settembre 1898.[42]

### Aree naturali
- Orrido di Bellano, forra presente nel comune.

## Società
Il primo consiglio comunale fu eletto nel 1821.

### Evoluzione demografica
- 1 000 nel 1751
- 1 138 nel 1771
- 1 508 nel 1803
- 1 574 nel 1805
- 2 303 nel 1853
- 2 576 nel 1859

Abitanti censiti

### Etnie e minoranze straniere
Al 1º gennaio 2019 gli stranieri residenti nel comune erano 156, ovvero il % della popolazione. Di seguito sono riportati i gruppi più consistenti:
1. Marocco, 45
2. Romania, 25

### Tradizioni e folclore

#### Pesa vegia
La Pesa vegia è un appuntamento delle festività natalizie, una manifestazione con alle spalle oltre 400 anni di storia che ogni anno il 5 gennaio si ripresenta ai suoi visitatori. Molte sono le leggende e le ipotesi sorte negli anni intorno alla nascita di questa manifestazione. Dal lavoro di ricerca svolto recentemente da Antonio Rusconi (e sfociato nella pubblicazione del libro Pesa Vegia tra leggenda e realtà), viene documentata come più verosimile una datazione intorno al 1605, anno in cui vi fu l'emanazione di una grida, a cura del Governatore Pedro Acevedo, Conte di Fuentes, che annullava una precedente sua riforma del 1604 e ripristinava in uso le vecchie unità di misura (da qui il nome Pesa vegia).
I bellanesi festeggiano questo evento ogni anno da 4 secoli, anche in tempo di guerre e privazioni, inscenando il corteo dei Re magi, la corsa delle Pese per le vie del paese e il falò sul molo. Negli anni molti sono stati i cambiamenti e le innovazioni nel modo di festeggiare la lieta novella. E vengono così alla luce nel secondo Novecento il governatore e la lettura dell’editto dal balcone del municipio, il presepe vivente, il castello di re Erode e altro ancora.

## Economia

L'ex Cotonificio Cantoni

Attuale località turistica, da almeno il Trecento fino agli anni 1930 Bellano fu un territorio ricco di vigneti. Vini tipici di Bellano erano il cosiddetto claretto (un bianco), il cosiddetto vin del tecc (una sorta di Marsala) e il vino di paglia (ottenuto facendo fermentare uva passa sulla paglia).
Nel Cinquecento erano documentate attività di contrabbando sia nel territorio bellanese che in quello di Varenna.
Tra la metà dell'Ottocento e gl'inizi del Novecento erano inoltre attivi molti opifici, in numero tale da rendere Bellano uno dei più fiorenti centri industriali del Lario dopo Como e Lecco. Tra le più fiorenti attività industriali presenti sul territorio bellanese figurava il Cotonificio Cantoni.

## Infrastrutture e trasporti

### Ferrovie

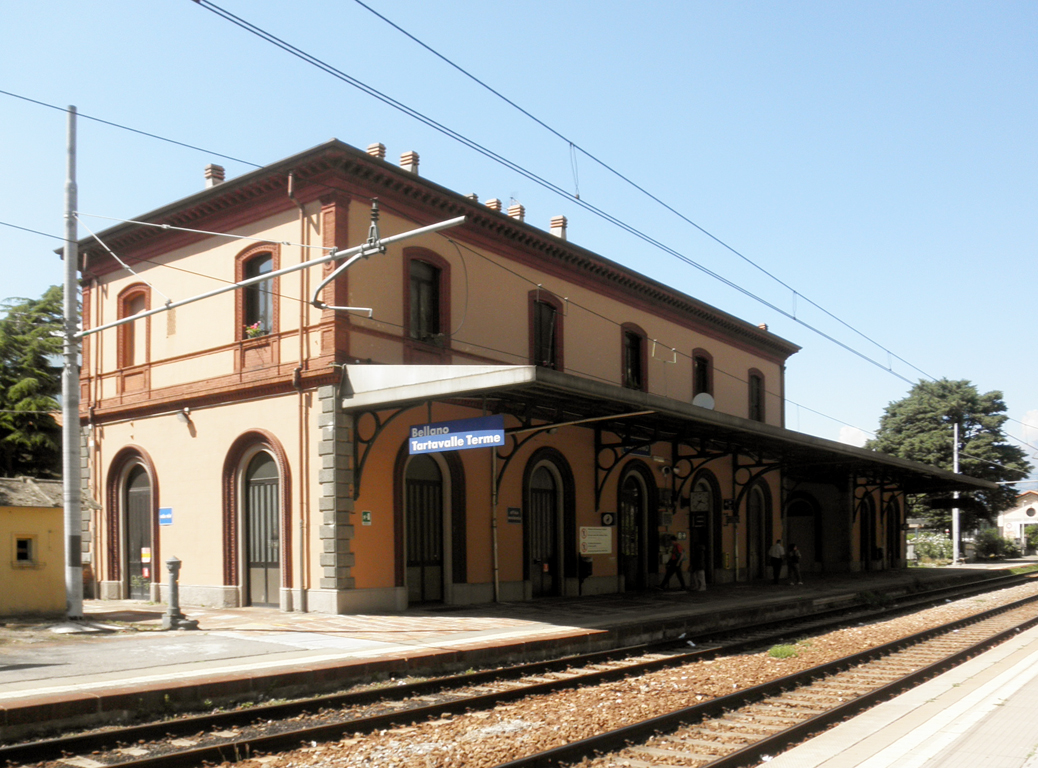
La stazione ferroviaria

Il comune dispone di una stazione ferroviaria posta sulla ferrovia Tirano-Lecco. La stazione è servita dai treni regionali in servizio sulla tratta da Sondrio a Lecco, e dai RegioExpress in servizio sulla tratta da Tirano a Milano.

### Navigazione
Bellano dispone di un ormeggio servito dalle imbarcazioni della navigazione pubblica sul lago di Como.

## Amministrazione
| Periodo        | Periodo        | Primo cittadino    | Partito                               | Carica  | Note |
| -------------- | -------------- | ------------------ | ------------------------------------- | ------- | ---- |
| 24 aprile 1995 | 14 giugno 1999 | Riccardo Tanghetti | lista civica                          | sindaco |      |
| 14 giugno 1999 | 14 giugno 2004 | Sandro Cariboni    | lista civica                          | sindaco |      |
| 14 giugno 2004 | 8 giugno 2009  | Sandro Cariboni    | lista civica                          | sindaco |      |
| 8 giugno 2009  | 16 maggio 2011 | Pierluigi Vitali   | lista civica                          | sindaco |      |
| 16 maggio 2011 | 5 giugno 2016  | Roberto Santalucia | lista civica "Bellano bella"          | sindaco |      |
| 5 giugno 2016  | in carica      | Antonio Rusconi    | lista civica "Bellano guarda avanti!" | sindaco |      |

## Galleria d'immagini

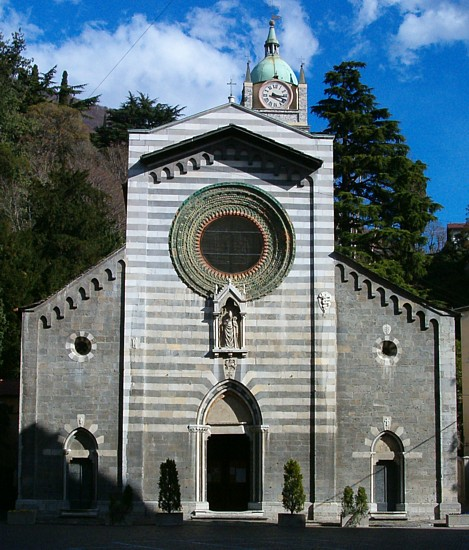
San Nazaro e Celso
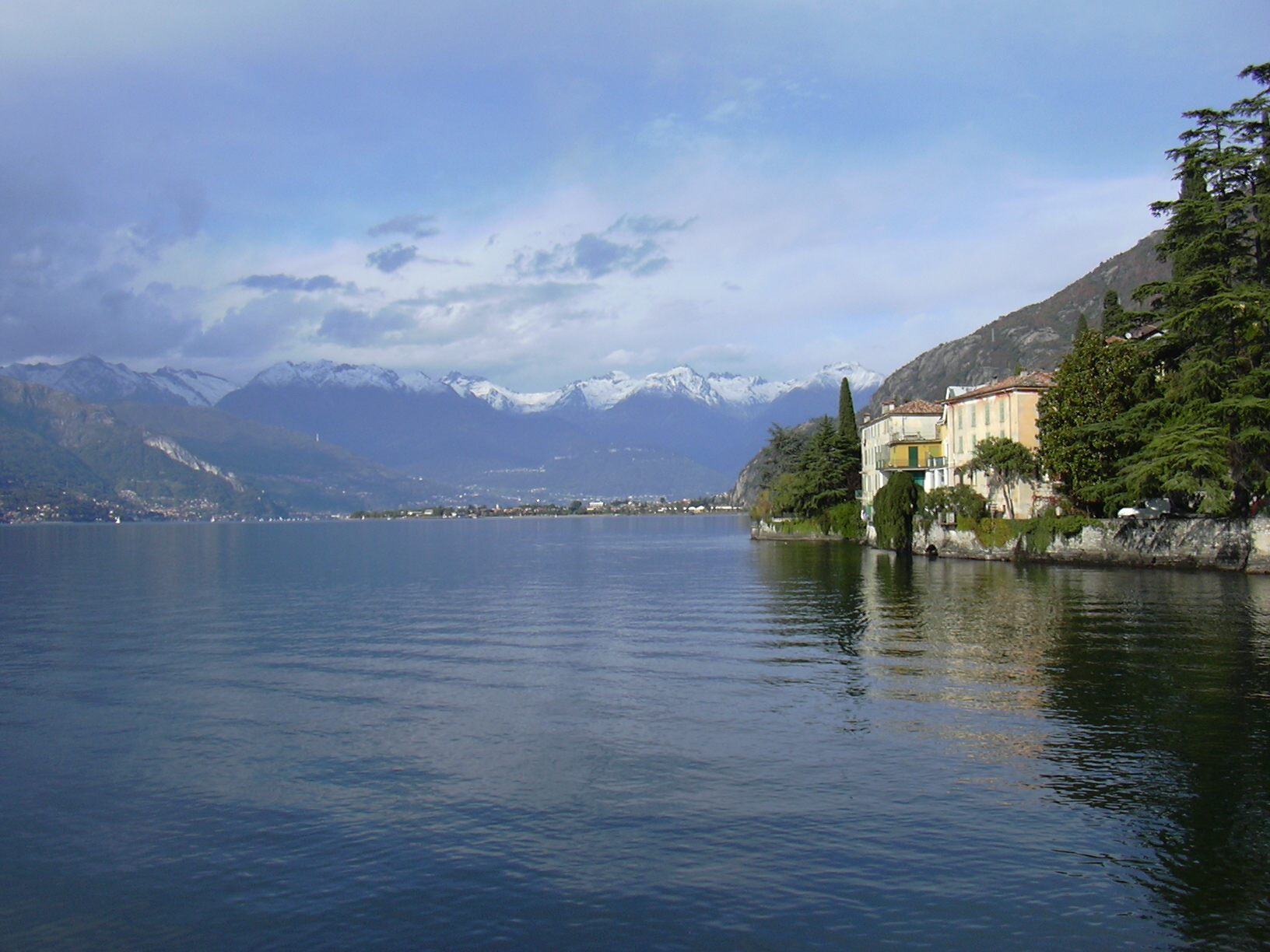
Vista lago
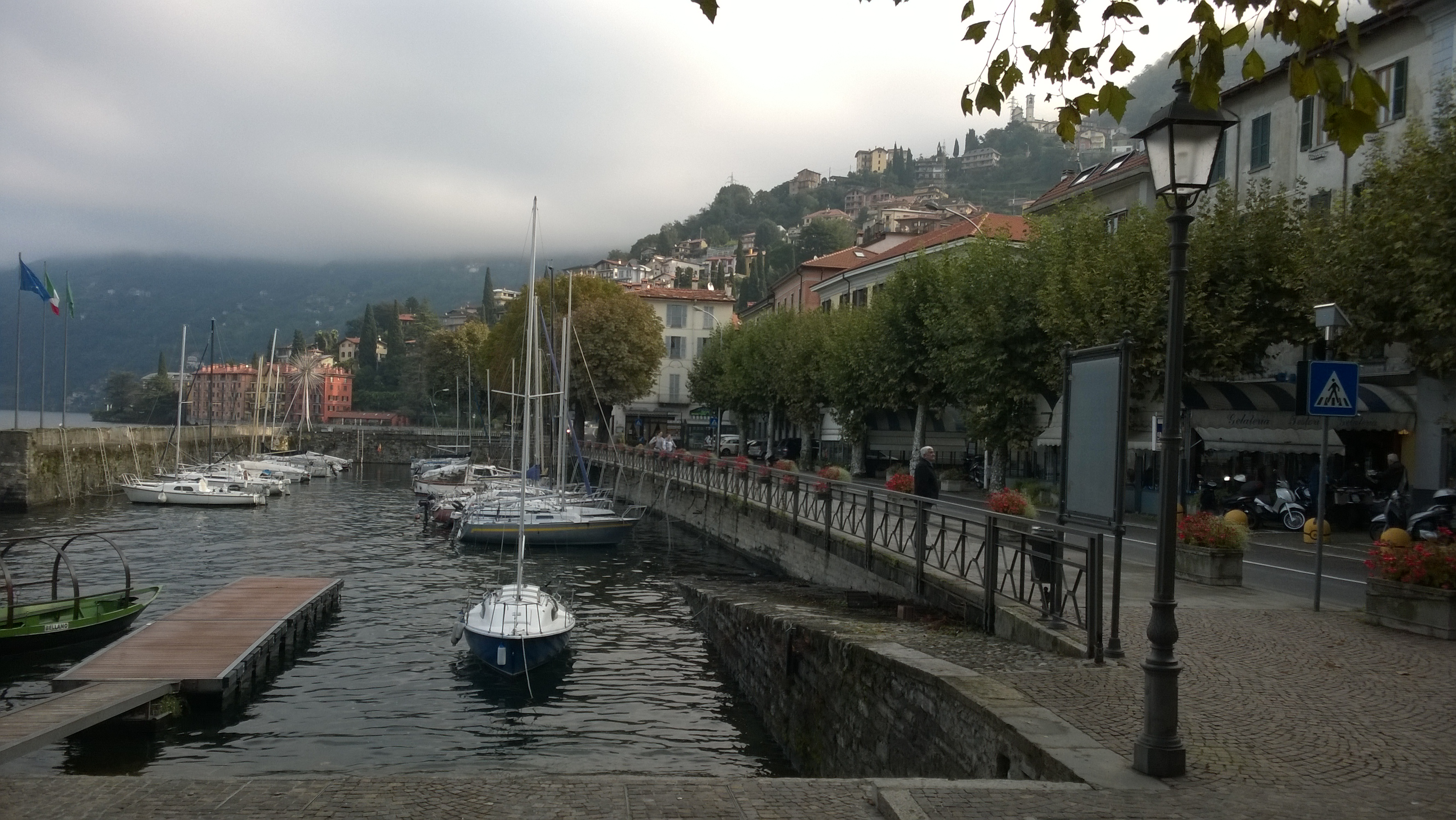
Il porticciolo